# Фудзівара но Йорітада
Фудзівара но Йорітада (*藤原 頼忠, 924 — 31 липня 989) — середньовічний японський діяч періоду Хейан, кампаку у 977—986 роках.

## Життєпис
Походив з аристократичного роду Фудзівара, належав до куґе. Син Фудзівара но Санейорі, сешшьо, та доньки Фудзівара но Токіхіри. Народився у 924 році. Здобув класичну освіту. У 941 році отримав молодший п'ятий ранг. У 942 році поступив до Відомства прислуги. У 948 році призначається Правим начальником гвардійців. У 949 році стає кокусі провінції Бідзен.
У 952 році отримує старший п'ятий ранг, а 955 року — молодший четвертий ранг. 955 року призначається Лівим начальником гвардійців. У 960 році надано старший четвертий ранг. У 960 році очолив Внутрішню імператорську гвардію. 963 року став імператорським радником та отримав посаду кокусі провінції Бідзен.
У 968 році призначається каґеюші, одним з очільників відомства внутрішніх справ. 970 року стає старшим державним радником. 971 році Йорітаді надано молодший третій ранг, 973 року — старший третій ранг.
У 977 році призначається Лівим міністром. Того ж огляду на погане здоров'я його стриєчний брат Фудзівара но Канемічі поступається посадою кампаку. Залишався на посаді за імператорів Ен'ю і Кадзана. У 981 році призначено великим державним міністром.
У 986 році після зречення імператора Кадзана вимушений був піти з посади кампаку. Його стриєчний брат Фудзівара но Канеіє став регентом (сешшьо) при імператорі Ітідзьо.
Помер Фудзівара но Йорітада у 989 році. Посмертно отримав молодший перший ранг.

## Родина
Дружина — принцеса Генші, донька принца Йокаіра і онука імператора Дайґо.
Діти:
- Джунші (957—1017), дружина імператора Ен'ю
- Фудзівара но Кінто (966—1041), поет
- Шіши (д/н—1035), дружина імператора Кадзана